# 窒化鉄
窒化鉄（ちっかてつ、英: Iron nitride）は、鉄の窒化物。化学式はFe2N、Fe3N1+x、Fe4N、Fe7N3、Fe16N2などで表される。
天然には、ヴェスヴィオ山から発見され、2021年に再定義された窒鉄鉱（Fe3N1.33）が産出する。

## 性質
強磁性窒化鉄は、現在最強の磁石とされるネオジム-鉄-ボロン磁石の性能を凌駕する可能性のある物質で、1972年に東北大学の高橋實がその存在を提唱していたが、当時は薄膜としては得られたものの、粉末として抽出することはできなかった。また飽和磁化などの実験データの再現性に乏しく、磁石性能を表わす重要な指標である結晶磁気異方性に関するデータが得られなかった。1989年に中谷功の研究グループによって開発された活性液面連続真空蒸着法を用いてナノ粒子が製造され、粉末での一部生成確認がなされてはいるものの、強磁性窒化鉄の含有率（生成率）が低く不純物による影響もあり、再現性も含め期待されるような磁気特性は得られていなかった。
Fe16N2は飽和磁化が高く、最大エネルギー積が理論値で約1035kJ/m3（130MGOe）で強力な磁石になる可能性を秘めているが、保磁力に比例する異方性磁界が低く、Fe16N2の保磁力は理論値で796kA/m（10kOe）と低い。そのため、飽和磁化を多少落としてでも、Fe16N2の保磁力を高めるためにFeの一部をレアメタルではない何らかの金属元素で、さらにNの一部をホウ素や酸素などの非金属元素で置換する方策が探索されている。
また、Fe16N2には、200℃で相分離してしまうという難点を抱えているので、焼結による成型が出来ず、結合材が必要になるため、磁粉の充填率が下がるボンド磁石としてしか使えない可能性がある。
| 磁石                             | 残留磁束密度 Br (T) | 保磁力 Hci (kA/m) | 最大エネルギー積 (BH)max (kJ/m3) | キュリー温度 Tc (°C) |
| -------------------------------- | ------------------- | ----------------- | -------------------------------- | -------------------- |
| Nd2Fe14B (焼結)                  | 1.0–1.4             | 750–2000          | 200–440                          | 310–400              |
| Nd2Fe14B (結合)                  | 0.6–0.7             | 600–1200          | 60–100                           | 310–400              |
| SmCo5 (焼結)                     | 0.8–1.1             | 600–2000          | 120–200                          | 720                  |
| Sm2(Co,Fe,Cu,Zr)17 (焼結)        | 0.9–1.15            | 450–1300          | 150–240                          | 800                  |
| アルニコ (焼結)                  | 0.6–1.4             | 275               | 10–88                            | 700–860              |
| ストロンチウム-フェライト (焼結) | 0.2–0.4             | 100–300           | 10–40                            | 450                  |
| Fe16N2 (結合)                    |                     | -796              | 1000                             |                      |

## 用途
磁性流体、磁気記録材料や電動機等で希土類磁石の代替として使用が期待される。窒化鉄磁性流体の磁化は2400ガウス(0.24テスラ)で現在でも世界最高性能であり、多方面への応用が模索される。